# Marylin Díaz
Marylin Viridiana Díaz Ramírez (18 de noviembre de 1991) es una futbolista mexicana que juega como Centrocampista para el Club América femenil de la Liga MX femenil. Llegó a ser internacional con la Selección de fútbol femenil de México.

## Carrera

### UE L'Estartit
En enero del 2001, Marylin Díaz se unió al equipo de Superliga UE L'Estartit como transferencia de invierno. Ella estuvo ahí durante seis meses.

### FC Kansas City
En enero del 2015, Díaz fue incluida en la lista de las 55 mejores jugadoras de los equipos nacionales de México, Estados Unidos y Canadá que fueron asignados en los 8 equipos en la nueva Liga Nacional de Fútbol de Mujeres (National Women's Soccer League). Como parte de la Asignación de Jugadoras de NWSL, ella fue asignada al Club de Fútbol de la ciudad de Kansas. En marzo del 2013, la Federación Mexicana informó al club que Díaz no sería parte del equipo.

### Real Celeste
En enero del 2015, ella participó en la liga nacional mexicana Real Celeste.

## Palmarés

### Campeonatos nacionales
| Título           | Club    | País   | Año  |
| ---------------- | ------- | ------ | ---- |
| Primera División | América | México | 2018 |